# طه عبد الرحمن
طه عبد الرحمن (1944 بالجديدة)، فيلسوف مغربي، متخصص في المنطق وفلسفة اللغة والأخلاق. ويعد أحد أبرز الفلاسفة والمفكرين في مجال التداول الإسلامي العربي منذ بداية السبعينيات من القرن العشرين.

## سيرة
تلقى طه عبد الرحمن دراسته الابتدائية بمدينة «الجديدة»، ثم تابع دراسته الإعدادية بمدينة الدار البيضاء، ثم بـجامعة محمد الخامس بمدينة الرباط حيث حصل على الإجازة في الفلسفة، واستكمل دراسته بـجامعة السوربون، حيث حصل منها على إجازة ثانية في الفلسفة، ثم دكتوراه السلك الثالث عام 1972م برسالة في موضوع "اللغة والفلسفة: رسالة في البنيات اللغوية لمبحث الوجود"، ثم دكتوراه الدولة عام 1985م عن أطروحته "رسالة في الاستدلال الحِجَاجي والطبيعي ونماذجه".
درَّس المنطق وفلسفة اللغة في جامعة محمد الخامس بالرباط منذ 1970م إلى حين تقاعده عام 2005م. وهو عضو في «الجمعية العالمية للدراسات الحِجَاجية» وممثلها في المغرب، وعضو في «المركز الأوروبي للحِجَاج»، وهو رئيس منتدى الحكمة للمفكرين والباحثين بالمغرب.
زيادة عن العربية والفرنسية والإنجليزية، يتقن طه عبد الرحمن الألمانية واللاتينية واليونانية القديمة.، وذلكـ لقراءة أهم النصوص الفلسفية بلغاتها الأصلية.

## مميزات منهجه
تتميز ممارسته الفلسفية بالجمع بين «التحليل المنطقي» و«التشقيق اللغوي» والارتكاز إلى إمدادات التجربة الصوفية[بحاجة لمصدر]، وذلك في إطار العمل على تقديم مفاهيم متصلة بالتراث الإسلامي ومستندة إلى أهم مكتسبات الفكر الغربي المعاصر على مستوى «نظريات الخطاب» و«المنطق الحجاجي» و«فلسفة الأخلاق»، الأمر الذي جعله يأتي بطريقة في التفلسف يغلب عليها التوجه «التداولي» و«الأخلاقي»، وهو ما نتج عنه نوع من إعادة إنتاج النظرية الأخلاقية الإسلامية بصيغة تعاقدية ليست مبنية على التعاقد الاجتماعي بل على التواثق مع الله في مواثيق ثلاثة: ميثاق الأمانة، ميثاق الشهادة، وميثاق الرسالة. ورغم انتقاده الشديد لنظرية العقد الاجتماعي خاصة في كتابه سؤال الأخلاق، إلا أن بعض الباحثين يرى أن إطار المواثقة الذي اقترحه يمكن اعتباره جزءً من الفلسفة التعاقدية العامة في السياق السياسي والاجتماعي.

## أعماله
- اللغة والفلسفة[6] - رسالة في البنيات اللغوية لمبحث الوجود (بالفرنسية)، 1979[7].
- رسالة في منطق الاستدلال الحجاجي والطبيعي ونماذجه (بالفرنسية)، 1985.[8]
- المنطق والنحو الصوري[9]، 1985.
- في أصول الحوار وتجديد علم الكلام[10]، 1987.
- العمل الديني وتجديد العقل[11]، 1989.
- تجديد المنهج في تقويم التراث، [ط1، 1994]، ط2 ، 2001.
- فقه الفلسفة. 1-الفلسفة والترجمة، 1996.
- اللسان والميزان أو التكوثر العقلي، 1998.
- فقه الفلسفة. 2- القول الفلسفي، كتاب المفهوم والتأثيل، 1999.
- سؤال الأخلاق. مساهمة في النقد الأخلاقي للحداثة الغربية، 2000.
- حوارات من أجل المستقبل، 2000.[12]
- الحق العربي في الاختلاف الفلسفي، 2002.
- الحق الإسلامي في الاختلاف الفكري[13]،2005.
- روح الحداثة. المدخل إلى تأسيس الحداثة الإسلامية،2006.
- الحداثة والمقاومة، 2007.
- سؤال العمل. بحث عن الأصول العملية في الفكر والعلم، 2012.
- رُوح الدين. من ضيق العَلمانية إلى سعة الائتمانية، 2012.
- الحوار أُفُقًا للفكر، 2013.
- بُؤس الدَّهْرانية. في النقد الائتماني لفصل الأخلاق عن الدين، 2014.[14]
- سؤال المنهج. في أفق التأسيس لأُنموذج فكري جديد، 2015.
- شرود ما بعد الدهرانية. النقد الائتماني للخروج من الأخلاق، 2016.
- من الإنسان الأبتر إلى الإنسان الكوثر، 2016.
- دين الحياء. من الفقه الائتماري إلى الفقه الائتماني. 1- أصول النظر الائتماني، المؤسسة العربية للفكر والإبداع، 2017.
- دين الحياء. من الفقه الائتماري إلى الفقه الائتماني. 2- التحديات الأخلاقية لثورة الإعلام والاتصال، المؤسسة العربية للفكر والإبداع، 2017.
- دين الحياء. من الفقه الائتماري إلى الفقه الائتماني. 3- روح الحجاب، المؤسسة العربية للفكر والإبداع، 2017.[15]
- سؤال العنف، بين الائتمانية والحوارية 2017.
- ثُـغور المُرابَطة. مقاربة ائتمانية لصراعات الأمة الحالية، 2018.[16]
- المفاهيم الأخلاقية بين الائتمانية والعَـلْمانية: 1-المفاهيم الائتمانية، 2020.
- المفاهيم الأخلاقية بين الائتمانية والعَـلْمانية: 2-المفاهيم العلمانية، 2020.
- التأسيس الائتماني لعلم المقاصد"'، 2022.
- سؤال السيرة الفلسفية: بحث في حقيقة التفلسف الائتمانية، 2023.

### أعمال حول فكره
- إبراهيم مشروح، طه عبد الرحمن: قراءة في مشروعه الفكري[17]، 2009.
- بوزبرة عبد السلام، طه عبد الرحمن ونقد الحداثة[18]، 2011.
- يوسف بن عدي، مشروع الإبداع الفلسفي العربي: قراءة في أعمال طه عبد الرحمن، 2012.
- عباس ارحيلة، فيلسوف في المواجهة: قراءة في فكر طه عبد الرحمن[19]، 2013.
- حمّو النقّاري،  منطق تدبير الاختلاف من خلال أعمال طه عبد الرحمن، 2014.
- محمد أحمد الصغير،  عقلانية الحداثة المُؤيَّدة: استقراءات تفكيكية في أعمال طه عبد الرحمن، 2014.
- عباس ارحيلة،  بين الائتمانية والدهرانية. بين طه عبد الرحمن وعبد الله العروي، المؤسسة العربية للفكر والإبداع، 2016.
- عبد الجليل الگُور،  مفهوم الفطرة في فلسفة طه عبد الرحمن، المؤسسة العربية للفكر والإبداع، 2017.
- أحمد مونة،  مداخل تجديد علم الأصول عند طه عبد الرحمن، المؤسسة العربية للفكر والإبداع، 2017.
- عبد الملك بومنجل،  الإبداع في مواجهة الاتباع. قراءات في فكر طه عبد الرحمن، المؤسسة العربية للفكر والإبداع، 2017.
- أحمد كروم ، التراث عند طه عبد الرحمن، المؤسسة العربية للفكر والإبداع، 2018.
- وائل حلاق، إصلاح الحداثة. الأخلاق والإنسان الجديد في فلسفة طه عبد الرحمن، ترجمة عمرو عثمان، الشبكة العربية للأبحاث والنشر، 2020.
- محمد حصحاص ومعتز الخطيب، تقديم وتحرير، الاخلاق الاسلامية ونسق الائتمانية: مقاربات في فلسفة طه عبد الرحمان، لايدن: بريل، 2020. باللغتين العربية والإنجليزية.
- يوسف القرشي، هل طه عبدالرحمن فيلسوف تعاقدي؟، 2022.
- لطه عبد الرحمن اتصالات جيدة مع الفاعليات الدولية المتعلقة بالدراسات الإسلامية والحوارات الفكرية، ومنها مساهمته في مبادرة كلمة سواء[20]

## الجوائز
حصل طه عبد الرحمن على جوائز عديدة منها:
- جائزة المغرب للكتاب.
- جائزة الإسيسكو في الفكر الإسلامي والفلسفة سنة 2006 عن كتابه: "سؤال الأخلاق".
- جائزة محمد السادس للفكر والدراسات الإسلامية عام 2014.[21]
- جائزة "نجيب فاضل" للثقافة 2020.[22]
- جائزة الدوحة للكتاب العربي 2024[23]

## وصلات خارجية
- الموقع الخاص بطه عبد الرحمن
- منتدى الحكمة للمفكرين والباحثين نسخة محفوظة 16 سبتمبر 2017 على موقع واي باك مشين.
- مجلة حراء العلمية: كيف نفكر في الصلة بين العلم والدين؟ نسخة محفوظة 16 ديسمبر 2007 على موقع واي باك مشين.
- هل، حقًّا، «طه عبد الرحمن» فيلسوف؟!، عبد الجليل الكور.
- Mohammed Hashas, “Islamic Philosophy III - The Question of Ethics: Taha Abderrahmane's Praxeology and Trusteeship Paradigm,” 17 November 2014, http://www.resetdoc.org/story/00000022452
- Mohammed Hashas, “Taha Abderrahmane’s Trusteeship Paradigm: Spiritual Modernity and the Islamic Contribution to the Formation of a Renewed Universal Civilization
- of Ethos,” Oriente Moderno 95 (2015), pp. 67–105. http://booksandjournals.brillonline.com/content/journals/10.1163/22138617-12340077
- كتيب مدخل لفكر طه عبد الرحمان باللغة الإيطالية: محمد حصحاص، الأخلاق الإسلامية حسب نسق المسؤولية عند طه عبد الرحمان، ترجمة صابرينا لاي، روما: مركز تواصل-أوروبا للبحث والحوار، 2018، ص. 53. العنوان الأصلي للكتيب:Mohammed Hashas, L’ etica islamica nel paradigma di responsabilità di Taha Abderrahmane, traduzione a cura di Sabrina Lei (Roma: Tawasul Europe, Centro per la ricerca ed il dialogo, 2018) 53 p.
- Mohammed Hashas and Mutaz al-Khatib, eds, Islamic Ethics and the Trusteeship Paradigm: Taha Abderrahmane's Philosophy in Comparative Perspectives, Leiden: Brill, 2020